# Emertonia longisetosa
Emertonia longisetosa is een eenoogkreeftjessoort uit de familie van de Paramesochridae. De wetenschappelijke naam van de soort is voor het eerst geldig gepubliceerd in 1951 door Krishnaswamy.